# Wenn der Nebel sich lichtet – Limbo
Wenn der Nebel sich lichtet – Limbo (Originaltitel: Limbo) ist ein US-amerikanischer Film, den der Independentregisseur John Sayles 1999 in die Kinos brachte.
Sayles schrieb auch das Drehbuch zu dem melancholischen, introspektiven Drama, das in Alaska spielt. Die Hauptrollen übernahmen Mary Elizabeth Mastrantonio, David Strathairn und Vanessa Martinez. Der Film stellt vordergründig und nur in der zweiten Hälfte eine Robinsonade dar.

## Handlung
In Port Henry im Alaska der Gegenwart treten auf Joe Gastineau, früherer Basketballheld der Highschool (dieses scheiterte an Beschwerden mit dem Knie), jetzt wettergegerbter Fischer und Hilfsarbeiter, und die schöne Donna De Angelo, durchschnittlich glückliche Sängerin in der The Golden Nugget Lounge, beide im besten Alter. Joe konnte einen Bootsunfall nie verwinden, der schon 25 Jahre zurückliegt, und bei dem zwei Menschen ums Leben kamen. Noelle ist Donnas halbwüchsige Tochter und zugleich Arbeitskollegin von Joe. Sie alle sind irgendwie in biographische Sackgassen geraten.
Teil eins des Films erzählt von der ersten Begegnung von Donna und Joe, ihrer zaghaften Annäherung, Noelles pubertätsbedingten Streitigkeiten mit ihrer Mutter, und einigen Einwohnern der von wirtschaftlicher Rezession geprägten, isoliert gelegenen Ortschaft, die hofft, Teil eines Vergnügungsparks zu werden (mit möglichst viel Nervenkitzel). Zunehmend entwickelt auch der sonst zickige „Bücherwurm“ Noelle romantische Gefühle für den zuvorkommenden Joe.
Joes Bruder Bobby, der ein wenig zwielichtig wirkt, nimmt die Frischverliebten auf einen „geschäftlichen“ Bootsausflug mit. Drogenhändler ermorden ihn, weil er ihnen Geld schuldet. Joe, Donna und Noelle müssen Zuflucht auf einer unbewohnten Insel suchen, und stecken plötzlich in sehr ernsten Schwierigkeiten. Auf der Insel reduziert sich das Leben auf die Sorge um Nahrung, Wasser, Unterkunft und Wärme. Abends am Lagerfeuer liest die Tochter oft aus einem dort gefundenen, Jahre alten Tagebuch, damit die Zeit vergeht. Die Verfasserin war das Mädchen Anne Marie Hoak, etwa in Noelles Alter und mit einer eigenen Geschichte innerhalb der Geschichte von traurigem Ausgang.
Jack Johannson, ein Pilot aus Port Henry, findet die „Familie“. Er gibt zu, auf der Gehaltsliste der Gangster zu stehen, verspricht aber, Hilfe zu holen. Später erkennen sie ein Flugzeug am Horizont sich nähern, das ihre Situation auf die eine oder andere Weise lösen wird.

## Kritiken
- „[Der Film rückt] eine irritierend-schwebende Atmosphäre des Wartens in den Mittelpunkt, die zur übergreifenden Metapher für einen existenziellen[7][iv 2] Zustand wird. Über ein aufschlussreiches Zeit- und Gesellschaftspanorama Alaskas hinaus geht es dem verhaltenen Drama vor allem um den Moment und die Bedingungen, das Gefühl des Uneigentlichen zu durchbrechen.“ (Lexikon des internationalen Films[2])

- „Sayles […] scheint sagen zu wollen: ‚Das Leben ist nicht so einfach. Hollywood lügt manchmal.‘“ (Edward Guthmann: San Francisco Chronicle[8])

- „[…] nur John Sayles macht diese Art von Erzählkino, die man altmodisch nennen würde, wenn es das denn je zuvor gegeben hätte […] seine Plots spotten jeder narrativen Konvention.“ (Ekkehard Knörer: Jump Cut[9])

- „John Sayles […] fordert uns auf, der Komplexität der menschlichen Seele und dem Geheimnis des Schicksals auf den Grund zu gehen.“ (Frederic und Mary Ann Brussat: Spirituality & Practice[10])

- „[Sayles] hat totale Authentizität geschaffen. Ich sah den Film mit Freunden, die buchstäblich vor drei oder vier Tagen aus dem Alaska-Urlaub gekommen sind, und die waren überrascht, wie echt sich alles angefühlt hat. […] Sayles hat ein erstaunliches Ohr und das perfekte Auge.“ (Moriarty: Ain’t It Cool News[1])

- „Übungen in Sachen wechselnder Szenerie, nicht komplett ausgearbeitete Geschichten.“ (Mary Elizabeth Williams: Salon.com[11])

- „Mit ein klein wenig ‚Short Cuts‘ und ein klein wenig ‚Ausgerechnet Alaska‘ betreten wir eine Welt der Figuren (und ich meine ‚Figuren‘)[12] […] Hoffen Sie nicht auf viele Auflösungen (oder auf überhaupt welche).“ (Ron Wells: Film Threat[13])

James Berardinelli fand, Strathairn war schauspielerisch „selten besser“ als hier, und schätzte Mastrantonio für ihre Zurückhaltung. Er zeigte sich auch von der Photographie des zweifachen Oscar-Gewinners und insgesamt fünffach Oscar-nominierten Haskell Wexler angetan. Walsh und Waitz loben insbesondere das Schauspiel von Vanessa Martinez.
Die Lieder „You Never Can Tell“, „Better Off without You“, „The Heart of Saturday Night“ und „Dimming of the Day“ singt Mary Elizabeth Mastrantonio selbst. Armstrong, Walsh und Ebert stellen auch fest, dass sie schön singt.
Bei Rotten Tomatoes wird der Film am 21. Mai 2008 mit numerisch 72 Prozent geführt bei 36 ausgewerteten Filmkritiken. In der IMDb steht der Film am 21. Mai 2008 bei 6,9 von 10 Punkten mit den Stimmen von 3177 Zuschauern.
Ty Burr vom Boston Globe diskutierte die Art der Auflösung mittels Freeze Frame noch einmal in der Kolumne Critic’s Corner: Happy Endings im DGA Quarterly Spring 2008. Jon Popick schrieb 2003: „ich warte immer noch auf die letzte Filmrolle“.

## Hintergründe, Sonstiges
Der Datenbank Box Office Mojo am 21. Mai 2008 zufolge lag das Produktionsbudget bei 10 Millionen US-Dollar (John Sayles selbst spricht von etwa 8 Millionen). Limbo war der erste Film im Vertrieb des wiederbelebten Unternehmens Screen Gems (Sony), das auf das middle-brow Publikum zielen sollte.
Der Film wurde in Juneau, Alaska, gedreht, welches nur mit Flugzeug oder Schiff erreichbar ist. Bei der Produktion des Films wurde versucht, Nebenrollen und Statisten mit „authentischen“ Laien vor Ort zu besetzen. Strathairn spielt hier das siebte Mal unter der Regie von Sayles.
Von Bruce Springsteen wünschte sich Sayles ein Lied für den Abspann, das „neutral, aber sehr gefühlsbetont“ sei. Michael zufolge hatte Sayles das Recht auf den Final Cut an dem Film. Erstaufführungsdatum in der Bundesrepublik Deutschland war der 2. September 1999, am 8. Februar 2000 startete der Film auf Video bzw. DVD. Nach Box Office Mojo spielte der Film in den USA bislang (2008) etwa 2,2 Millionen US-Dollar ein (Total Lifetime Grosses/Domestic).
Es existiert ein Audiokommentar des Regisseurs.

## Auszeichnungen und Nominierungen
Internationale Filmfestspiele von Cannes 1999
- Nominierung Goldene Palme für John Sayles. Der Preis ging an Rosetta von Jean-Pierre und Luc Dardenne.

Independent Spirit Awards 2000
- Nominierung in der Kategorie Bester Hauptdarsteller für David Strathairn
- Nominierung in der Kategorie Beste Nebendarstellerin für Vanessa Martinez

Las Vegas Film Critics Society Awards 2000
- Nominierung Sierra Award in der Kategorie Beste Darstellerin für Mary Elizabeth Mastrantonio

National Board of Review 1999
- Besondere Erwähnung „Exzellenz im Filmemachen“

Internationales Filmfestival von Seattle 1999
- Golden Space Needle Award in der Kategorie Bester Regisseur für John Sayles